# Antonina Latinik-Rieger
Antonina Latinik-Rieger, pot. Nina (ur. 17 października 1906 w Krakowie, zm. 18 października 1989 tamże) – polska nauczycielka i urzędniczka, florecistka, pierwsza mistrzyni Polski we florecie kobiet, księgowa Banku Gospodarstwa Spółdzielczego, Narodowego Banku Polskiego i Kurii Metropolitalnej w Krakowie.

## Życiorys

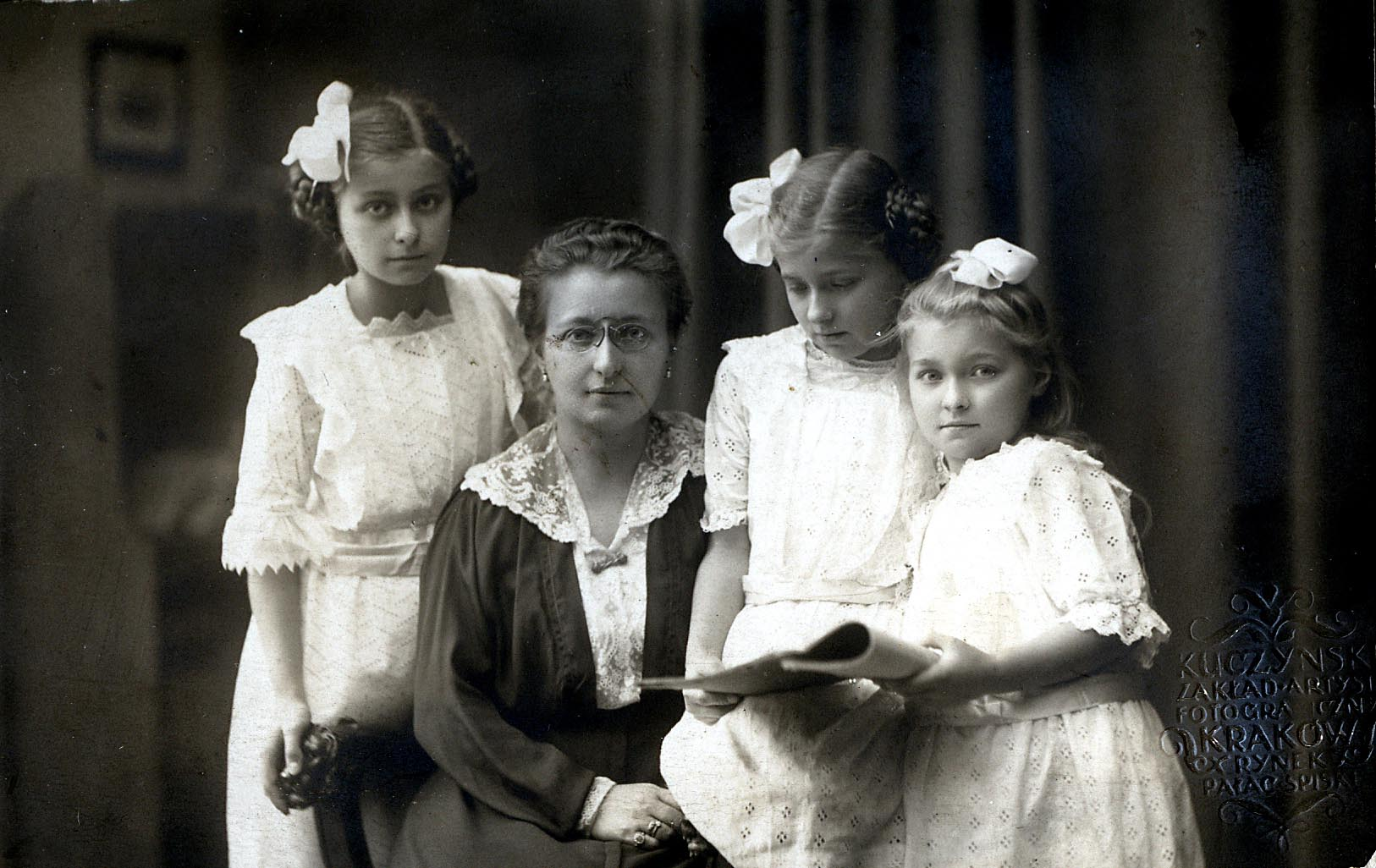
Helena Latinik z córkami, Nina stoi pierwsza z prawej

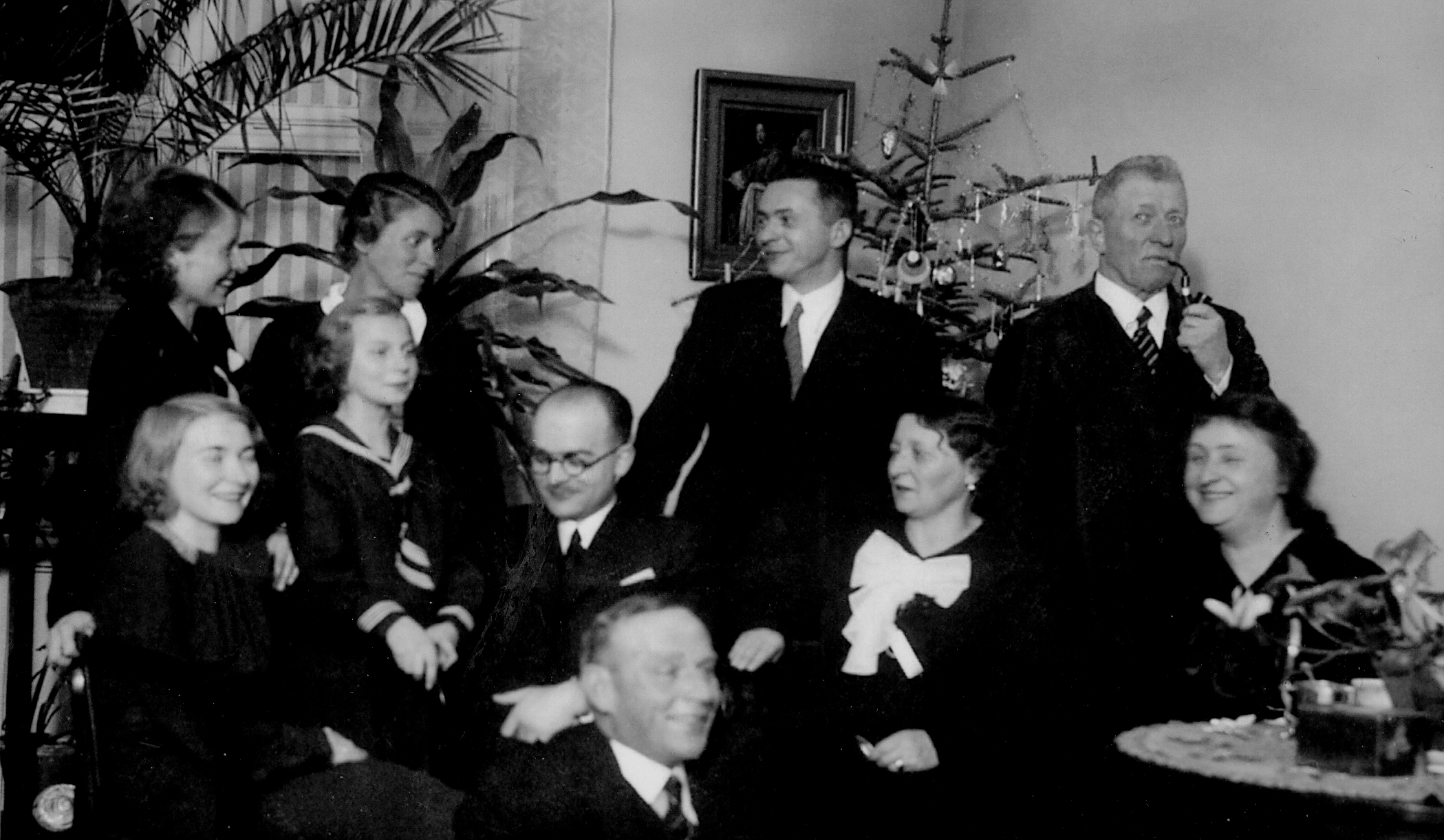
Wigilia u generała Franciszka Latinika, Kraków, 1935. Antonina Latinik siedzi pierwsza z lewej

Urodziła się 17 października 1906 roku w Krakowie jako trzecia córka Franciszka Latinika i Heleny ze Stiasny-Strzelbickich; miała starsze siostry Annę (1902–1969) oraz Irenę (1904–1975). Ukończyła I Państwowe Gimnazjum Żeńskie w Krakowie, gdzie w 1924 roku zdała egzamin maturalny. W latach 1924–1932 studiowała na Wydziale Filozoficznym Uniwersytetu Jagiellońskiego, gdzie uzyskała magisterium. W 1931 roku ukończyła Studium Wychowania Fizycznego UJ. Odbyła również studia w Południowoszwedzkim Instytucie Gimnastycznym w Lund. Jej ojciec, pod wpływem swojego brata – lekarza Jana Latinika; nie zgodził się, by studiowała medycynę.
W latach 1927–1928 Latinikówna była zawodniczką sekcji floretu AZS Kraków. W 1928 roku zdobyła złoty medal pierwszych rozgrywanych w Polsce mistrzostw floretu kobiet, wyprzedzając kolejno Marię Wandę Dubieńską i Jadwigę Rieger. Poza szermierką uprawiała także inne dyscypliny sportowe: turystykę górską, jazdę na nartach, pływanie. W 1932 otrzymała dyplom nauczyciela szkół średnich. Od 1929 pracowała jako nauczycielka wychowania fizycznego oraz geografii – najpierw w Krakowie, a od 1932 w Katowicach.
28 czerwca 1932 wyszła za mąż za Andrzeja Riegera (1906–1940), prokuratora i podporucznika rezerwy Wojska Polskiego. Ślub odbył się w kościele św. Anny w Krakowie, a następnie z racji na wyznanie męża przeniesiono uroczystość do ewangelickiego kościoła św. Marcina. Mieli dwóch synów: Janusza (ur. 1934) i Jerzego (ur. 1938). Wakacje spędzali zazwyczaj z dziećmi nad morzem w Jastarni, w dworze w Tryńczy nad Wisłokiem wraz z rodzicami Niny, albo w Drohobyczu wraz z rodziną jej siostry Anny Latinik-Popiel.
Po niemieckiej agresji na Polskę we wrześniu 1939 Andrzej Rieger starał się dotrzeć do punktu zapasowego swojego pułku na Wołyniu (z obaw o represjonowanie przez Niemców rodzin oficerów podróżował wraz z żoną i synami). 14 września 1939 w Turzysku pod Kowlem Antonina rozłączyła się z mężem i przeniosła wraz z synami do Krakowa, do mieszkania swoich rodziców. Andrzej Rieger zameldował się w komendzie garnizonu w Łucku, potem w komendzie w Równem, dostał skierowanie do Ostroga. 17 września 1939 zgłosił się do koszar Korpusu Ochrony Pogranicza i został aresztowany przez Sowietów. Padł ofiarą zbrodni katyńskiej, został zamordowany w Katyniu 23 lub 24 kwietnia 1940.
Podczas okupacji niemieckiej, od kwietnia 1940 do kwietnia 1944, Antonina Latinik pracowała w Instytucie Rozrachunkowym (Verechnungsinstitut) w Krakowie jako stenotypistka. Współpracowała z Armią Krajową przepisując na maszynie tajne instrukcje. Instrukcje przechowywała niekiedy w piecu kaflowym w swoim mieszkaniu. Ze strukturami podziemnymi utrzymywała kontakt przez dowódcę podchorążówki AK, którego jej synowie zapamiętali jako „pana Iga”.
Od maja do grudnia 1944 pracowała w Centralnym Biurze Fabryki Sukna Rakszawa jako sekretarka. Po zakończeniu wojny pracowała m.in. jako księgowa w Banku Gospodarstwa Spółdzielczego, w Banku Rolnym oraz jako kierowniczka komórki księgowości w Narodowym Banku Polskim. Przez kilkadziesiąt lat – od 1969 aż do śmierci w 1989 roku – pracowała jako urzędniczka w Kurii Metropolitalnej w Krakowie przy ul. Franciszkańskiej 3.
Została odznaczona krzyżem Pro Ecclesia et Pontifice.
Zmarła 18 października 1989. Została pochowana w grobowcu rodzinnym na cmentarzu Rakowickim w Krakowie (kwatera Ł, rząd płd.).

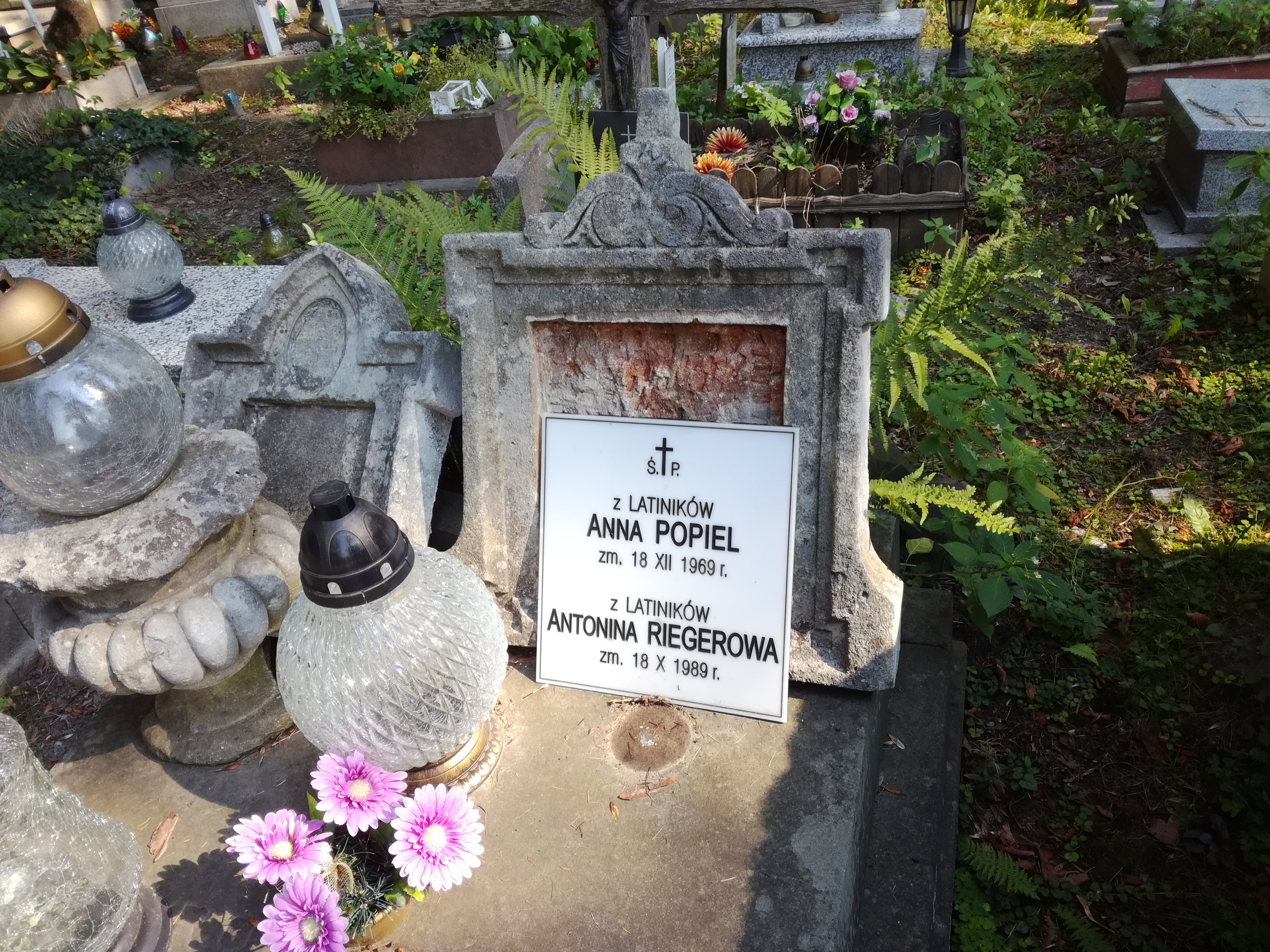
Grób Antoniny Latinik - Rieger na cmentarzu Rakowickim

## Publikacje
- Latinikówna A., Über die Architektur der Knochenspongiosa, Cracovie 1932. Extrait du Bulletin de l'Académie Polonaise des Sciences et des Lettres. Classe de Médicine, s. 63–75.